# Справжнє слово (антологія поезії)
Справжнє слово — антологія поезії, написана в перші роки Другої світової війни, видана у Варшаві наприкінці 1942 року.
Антологію конспіративної преси видано громадою, пов'язаною з періодичним виданням «Мистецтво та Народ». Видання мало вступ Добрачинського та Байковського. Антологія складалася з чотирьох частин: 1: Погляд, 2: Бій, 3: Дім, 4: Нове життя.
Перше видання містило 39 творів, тоді як друге (1943 року) - 46. Їхній тираж становив кілька тисяч примірників.
Автори, чиї вірші з'явилися в цій антології, це: Кшиштоф Бачинський, Вацлав Боярський, Константи Ільдефонс Галчинський, Святополк Карпінський, Юзеф Лободовський, Войцех Бонк, Тадеуш Голлендер, Казимира Іллаковічувна, Здіслав Строїнський, Леопольд Стафф, Анна Свірщінська, Єжи Загурський
Обкладинку розробив Тадеуш Гроновський.